# فلسفة الأكل

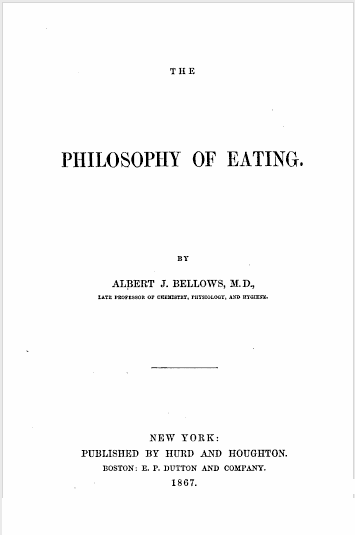

فلسفة الأكل هي مفهوم إنتاج الغذاء والفلسفة الغذائية التي تطابق المصدر والنتيجة الصحية معاً. جوهر وجهات النظر هو إرفاق حالة ذهنية من العقل مع مصادر الغذاء الزراعية المناسبة في توازن البيئة مع مصادر لها طهارة ونقاء. الأبحاث الحديثة أكدت أن الأطعمة الطازجة تحتوي على المغذيات الدقيقة الحيوية الهامة المفقودة عموماً في معظم الأغذية الجاهزة. تظهر مشاكل إضافية في الأزمنة الحديثة حيث الإعلان مع الإشارات الدقيقة في اللون أو المدخلات الحسية ذات الصلة تؤدي لإخفاء المكونات دون المستوى أو حتى السلامة الموجودة. أصبح التنكر للأصباغ والمواد الكيميائية العضوية من مصادر غير غذائية أساسية في العامية الحالية لمختلف المنشورات وحركات التغذية.